# 実況パワフルプロ野球ポータブル3
『実況パワフルプロ野球ポータブル3』（じっきょう-やきゅう）は、2008年5月29日にコナミデジタルエンタテインメントから発売されたPlayStation Portable用のプロ野球ゲームソフト。略称は「パワポタ3」。
2008年開幕時のデータに対応。要望の高かった「サクセスモード」「マイライフモード」が追加される。
前作でお馴染みの新・段位認定モードやPoTaCa、ゲームシェアリング、オンラインサービス、パワガチャなども搭載されている。

## モード
野球
- 対戦（通信対戦やシェアリング、観戦はここから）
- ホームラン競争
- 能力詳細
- 練習

ペナント＆マイライフ
- ペナント
- マイライフ

サクセス
- パワフル第三高校
- 竹ノ子高校
- 海東学院高校
- パワガチャ

段位認定
- ノンストップシリーズ
- サバイバルシリーズ

アレンジ
- チームアレンジ
- 応援曲
- パスワード入力
- 選手能力詳細
- USBで選手を受け取る
- パワポタにデータを送る
- パワポタからデータを受け取る

PoTaCa
つなゲート
- つなゲッター
- パワポタサイト
- 野球ニュース

マイデータ
- プロフィール
- 記録
- 出来事

データあ～したりこ～したり（いわゆるデータあれこれ）
- バックファイルあれこれ
- ダウンロードファイルあれこれ
- 試合設定
- オプション設定
- セーブ
- ロード
- サウンドオプション

## サクセスモード
サクセスモードの概要については実況パワフルプロ野球 サクセスモードを参照。 
今作では「高校野球編」となっており、新たな選手を作成する。最初は｢パワフル第三高校｣しかプレイできないが、クリアするごとにプレイできる高校が増えていく。またハートの制約上、今作ではリセットペナルティが存在しない（ただし、オートセーフはゲームクリア時、通常セーフは夏大会終了時のみを行う）。
『実況パワフルプロ野球10』（高校野球編では『実況パワフルプロ野球9』）以来、猪狩兄弟ら「第一世代」と同世代が舞台となる。また、パワプロ9登場のあかつき大付属高校、そよ風高校、恋々高校は地方大会の対戦相手に登場するが、下記の登場キャラ以外のパワプロ9の固有選手はほぼ登場しない。
今作が発売された2005年からの高校生ドラフトと大学生・社会人ドラフトの2回に分割されて開催されたドラフト会議を再現した。
なお、『実況パワフルプロ野球10』からは『9』の同時期にはすでにパワプロ10に登場した架空球団が存在していたという設定だが、今作では架空球団は出ない。

### 登場人物
主人公（パワプロ君）
プレイヤーの分身であるキャラ。各高校で様々なことを体験し、プロ入りを目指す。
矢部 明雄
主人公の相棒、俊足と守備が持ち味の外野手。
大田 源助
主人公の2年先輩。パワフル第三高校・海東学院高校のキャプテンで、引退後はショップ店員を務める。
田村 将
主人公の2年後輩で、どの高校にも入学する。俊足が売りの元気な性格だが、ある悩みを抱えている。
猪狩 守
主人公のライバル投手。あかつき大付属高校のエースで、主人公とは中学時代からの知り合いの模様。能力は超一流で野手としても一流。
今作より、登場時の専用BGMも用意された。
猪狩 進
あかつき大付属高校の捕手、守の弟。
早川 あおい
恋恋高校の投手、今作ではマネージャーとして入部しながら制服を着たまま練習している。3年目夏にパワプロ9同様に女性選手が出場可能という規則変更により、念願に正式選手転向し地方大会の対戦相手となる。
阿畑 やすし
そよ風高校のエース投手。主人公の一つ年上で、オリジナル変化球の研究に余念が無い。コテコテの関西弁をしゃべる。
友沢 亮
2世代目における主人公のライバルだが、今作は世代が1代目のため小学生として登場し、リトルリーグ（やんちゃブラックス）などで活躍する。
橘 みずき
友沢と同じ2世代目の主要人物。友沢同様にリトルリーグ（おてんばピンキーズ）で活躍する。
ダイジョーブ博士
謎の博士。パワプロポータブル3ではパワガチャでも登場する。
姫野 カレン
今回は彼女には出来ないが、ランダムイベントで好感度を上げてクリアすると威圧感が習得できる。
加藤 理香
おなじみの謎の多い名医。今作では主人公の通う保健の先生として登場。
加藤 京子
加藤理香の妹。主人公の入院中に登場する。
影山スカウト
どこかの球団のスカウト。主人公は彼に認められ、プロ入りを目指すこととなる。
山口 賢
パワプロシリーズの高校編や大学編で幾度も立ちはだかった帝王実業高校のエース。キレのあるフォークボールが武器。無口で、素顔は謎に包まれている。
大西
パワプロシリーズの高校編でラスボスとして幾度も立ちはだかったアンドロメダ学園高校のエース。破格のスタミナを軸に剛速球と4球種の変化球が武器。本作では右利きである。ナンバリング作品に比べて能力が大幅に弱体化している。
グラビトン・新井
神帝学園高校のエースで左投両打。アメリカ人と日本人のハーフ。天性の才能と強靭な肉体を誇る。体力を消耗していたとはいえ大西からホームランを打つ程の実力者。

### 彼女候補
神寺 輝
主人公の幼馴染で、過去の愛称は｢お姉｣。｢あきら｣は主人公の父親の名前なので、主人公は呼びづらい様子である。
パワフル高校編だとマネージャーになる。
川星 ほむら
野球がとても好きな少女。語尾に｢～ッス｣をつけるのが特徴で、竹ノ子高校編ではマネージャーになる。
御影 命
1年目5月頃に転校してくる。デート時に評価がとても上がりづらく、彼女にするのがかなり難解。海東学院高校編だとマネージャーになる。

### パワフル第三高校
今作では一番初めからプレイできる。
- 登場人物

皆川 孝也
主人公の1年先輩。制球力が抜群の投手。太田の後任でキャプテンを務めた。
面倒見が良く優しい性格だが、合宿でのランダムイベントで全裸で泳いだり、主人公の制球の特訓として自分の股間を狙ってボールを投げさせるなど、時には大胆な行動をとることもある。他の部員曰く｢やる時はやる｣。
引退後ドラフトで指名されなかったが、大学に進学し野球を続ける。
篠田 明彦（篠田監督）
パワフル第三高校の監督。悩みが多く、よく川原で黄昏ている。
甲子園へと進むために合宿では非常に厳しい練習メニューを皆川や主人公に提案する。
話をし出すととても長くなるのが特徴で、意外と単純。
篠田 和明
篠田監督の息子。中学時代のシニアリーグで硬球を使っているため高校野球でも自信たっぷりなところを見せる。ポジションは捕手・一塁手。
とても大柄で、主人公によると190cmはあるらしい。
負けず嫌いな性格で、自信のあるパワー勝負で主人公に負けた時は、自身の発熱に気づかず夜遅くまで素振りをし続けたほど。反面、規律や時間にルーズな部分があり主人公達によく叱られていた。
能力に関してはミートが低くパワーが高いといった、典型的な4番タイプ。だがその割には「パワーヒッター」の特殊能力は持っていない。
皆川や主人公達の指導を受けて人間としても成長し、エピローグでは野球部のキャプテンを務めることになった。

### 竹ノ子高校
2番目にプレイ出来る高校。部員が足りなく、他の部から誘って部員を集める。
1年目3月1週までに9人の部員が集まらないと廃部になり、ゲームオーバーとなる。
シナリオは、パワポケチームの藤岡謙治と西川直樹がイベント制作を手伝った。
- 登場人物

茂木 林太郎（茂木監督）
化学教師・野球部の監督。何かとやる気が無く無気力だが、過去に秘密がある。
池ノ川 貴宏
主人公と同期。当初はサッカー部（GK）に所属するが、競り合い能力に欠けるためレギュラーとは程遠い。中学時代は野球部に所属していたらしいが・・・。
丸林 隆
主人公の1年後輩。中学時代は野球部のエースとして活躍していたが、中学最後の大会の決勝で痛恨のエラーを犯して夢を壊してしまった。それを悔やみ、高校に入ってからはテニス部に入部してしまう。

### 海東学院高校
3番目にプレイ出来る高校。
上下関係が激しく、入れ替え試験での実力で1軍／2軍に分かれる。入部当初は必ず2軍だが、3年目以降に2軍になると半ば強制的にゲームオーバーとなる。
- 登場人物

平野 一騎（平野監督）
海東学院高校の監督。食にもこだわりがあり、主人公と矢部を高級料理店へ連れて行く。
樽本 有太
1学年上の先輩。速球が売りの投手で、完全な実力主義の持ち主。
『実況パワフルプロ野球2010』には北海道日本ハムファイターズに入団。
『実況パワフルプロ野球 ヒーローズ』では海東学院高校、『実況パワフルプロ野球2018』のパワフェスモードではオール海東学院（ポータブル3＆4の海東学院混成チーム）のチームキャプテンをしている。
鈴姫 健太郎
1学年下の後輩。好守好打の遊撃手。こちらは努力主義。
また、どの高校でも、既にサクセスモードで作られた継承キャラクターが登場することもある。

## マイライフ
同年（2008年）に発売されたPS2版の『実況パワフルプロ野球15』のマイライフモードでは『マイ魂』で能力を上げたり、デートをするなど特殊なシステムが採用されたが、今作は過去のシステムと同様。
最大プレイ年数は今までと同じく20年で、セーブデータが1つしかない点や道場が存在しない点など、『実況パワフルプロ野球12』に近い。

## 彼女
涼子　　
- ルーキーイヤーの年のキャンプ2週目にパワスポの取材で出会うが取材目的は1軍取材。

早矢
- 先輩と飲みに行き美人な人のうわさを聞いた次に選手と飲みに行くと出会う。

ありす
- CM出演で共演